# Afrika írásrendszerei

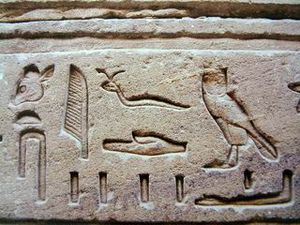
Egyiptomi hieroglifák

Az afrikai írásrendszerek az afrikai kontinens jelenlegi és történelmi írásrendszereit jelentik, az őshonos és az idegen területeken kialakult írásrendszereket egyaránt. Számos afrikai társadalomban a történelmet általában szóban rögzítették, annak ellenére, hogy a legtöbb társadalomban kialakult az írásbeliség, ezért ezeket a társadalmakat „szóbeli civilizációknak” nevezik, szemben az „írástudó civilizációkkal”.
Napjainkban a latin betűs írással gyakran találkozunk Afrikában, különösen Nyugat-, Közép- és Dél-Afrikában. Az arab írás főleg Észak-Afrikában használatos, a Ge'ez írás pedig Afrika szarván elterjedt. Egyes területeken viszont nagy jelentősége van más, helyi írásrendszereknek is.
Míg az észak-afrikai nyelvek írásrendszerei a világ legrégebbi írásai közé tartoznak, addig a szubszaharai Afrikában a különböző helyi nyelvekre kialakult írásrendszerek általában modern fejlemények. Ez nem jelenti azt, hogy az írás nem volt jelen a modern kor előtt; a tuaregek már az ókor óta használják saját nyelvük lejegyzésére a tifinagh írást, csakúgy, mint a geʽez írást és annak különböző változatait Afrika szarván. Más csoportok évszázadok óta találkoztak a latin és az arab írással, de a 19. századig ritkán vették át széles körben, mivel egyszerűen nem tartották szükségesnek a saját társadalmuk számára (az adzsami írás figyelemre méltó kivétel).

## Őshonos írásrendszerek

### Az ókori Afrikában

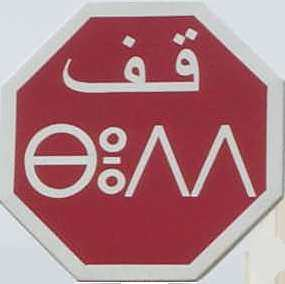
kétnyelvű "Stop" tábla Tifinagh írással (qif arabul, bedd Riff berber nyelven)

#### Ókori egyiptomi
Talán a leghíresebb afrikai írásrendszer az ókori egyiptomiaké. A szent szövegek rögzítésére használt hieroglif írás mellett később kialakult a hieratikus (papi írás, és a demotikus (népi írás), majd föníciai és görög hatásra a kopt írás. A kopt nyelvet ma is használják az alexandriai kopt ortodox egyházban és az alexandriai kopt katolikus egyházban a templomi liturgiák nyelveként. A boharai nyelvjárást használják jelenleg a kopt ortodox egyházban, mivel évszázadokig (700–1300) ez volt a klasszikus kopt nyelv. A többi nyelvjárás a Szaidi, Fajjúmi, Ahmími, Lükopoliszi, és Közép-Egyiptomi.

#### Meroita
A meroita nyelvet és írásrendszerét a meroitikus korszakban Meroéban és a  Kusita Királyságban (a mai Szudánban) használták. Kr. e. 300-tól Kr. u. 400-ig.

#### Tifinagh
A tifinagh ábécét a Maghreb, a Szahara és a Száhel-övezet berber nyelveinek (tamazight, tamasek stb.) leírására különböző mértékben még mindig használják a kereskedelemben modernizált formában.
A neo-tifinagh Unicode kódja U+2D30-tól U+2D7F-ig terjed, 4.1.0-es változatban. Összesen 55 írásjel van az adatbázisban, de az írásrendszer ennél több jelből áll. Az ISO 15924 szabványban a Tfng kódot a Neo-Tifinaghhoz rendelték.

#### Ge'ez

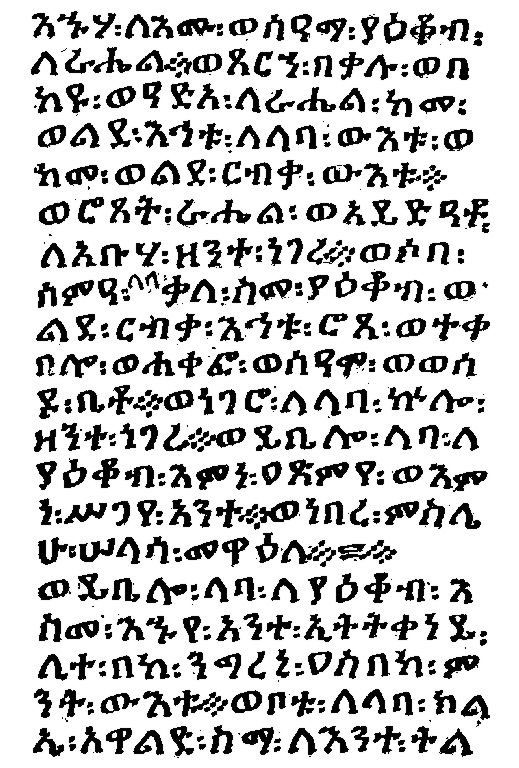
1Móz 29,11–16 Geʽez írással

A Geʽez írás egy abugida szótagírás, amelyet Afrika szarván hoztak létre az ie. 8-9. században a geʽez nyelv írásához. Ma Etiópiában és Eritreában használják az amhara, a tigrinya és számos más nyelv leírásához. Néha etióp írásnak is nevezik, Eritreában és Etiópiában fidel vagy abugida néven ismerik.
A geʽez vagy etióp írás számítógépes kódja U+1200 és U+137F (tizedes 4608-4991) az Unicode-ban, 3.0 változatban. A jelkészlet a geʽez, az amhara és a tigrinya nyelvek leírására használt alapvető szótagjeleket, az írásjeleket és a számjegyeket tartalmazza.

#### Nsibidi
A nsibidi (más néven "nsibiri", "nchibiddi" és "nchibiddy" ) egy jelrendszer, amely a mai Délkelet-Nigéria területén honos, egy ideográfiai írás, bár voltak olyan vélemények, hogy logográfiai elemeket is tartalmaz. A jelképek történelme több évszázadra nyúlik vissza: korai formái feltűntek ásatások során feltárt kerámiákon, valamint Calabar területéről származó, valószínűleg kerámiából készült székeken és fejtámlákon, amelyek készítésének ideje a Kr. e. 400-tól (és valószínűleg korábban, Kr. e. 2000-től)a Kr. u. 1400-ig terjed.

#### Adinkra
Az adinkra az akan nép által kifejlesztett jelrendszer, amelyet fogalmak és bölcsességek ábrázolására használnak. A szájhagyomány az adinkra eredetét a mai Ghána és Elefántcsontpart területén fekvő Gyaman államhoz köti. Kwame Anthony Appiah szerint ez volt az egyik eszköz, amellyel „egy összetett és sokrétű szokás- és hiedelemvilág átadását segítették”.

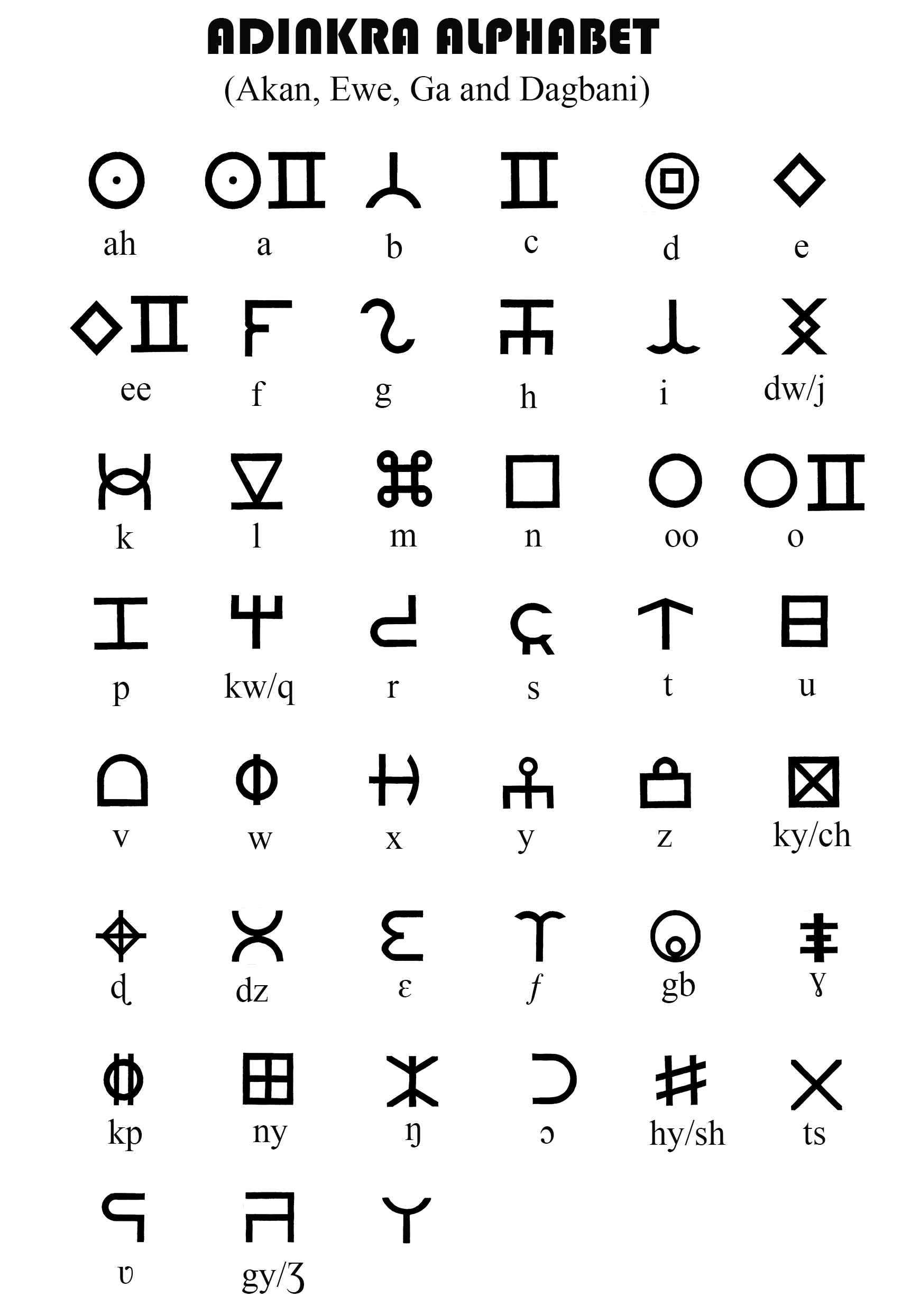
Az Adinkra ábécé 45 betűje.

Az adinkra jelrendszerből több különböző irásrendszert is kialakítottak, többek között a következőket.
- Az adinkra ábécét[11] Charles Korankye találta ki 2015-ben, majd a következő néhány évben kibővítette és finomította, hogy a Ghánában és Elefántcsontparton beszélt különböző nyelvek, például az akan, a dagbani, az ewe és a ga nyelvek számára is alkalmas legyen - ez a folyamat 2020-ban egy szabványosított betűtípus létrehozásában csúcsosodott ki.[12]
- Adinkra Nkyea, az Adinkra jeleken alapuló írásrendszer.[13] Egyes ghánaiak az Adinkra Nkyea jeleit használják az akan nyelv és nyelvjárásai leírására, betűkészletének többsége az eredeti Adinkra jelekből származik. Az Adinkra Nkyea  karakterkészlete 39 betűt, tíz számjegyet és három írásjelet tartalmaz.Az Adinkra Nkyea összes karaktere

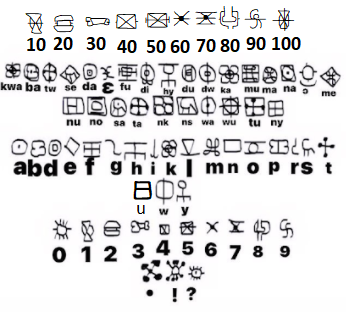
Az Adinkra Nkyea összes karaktere

#### Lusona
A Lusona egy olyan jelrendszer, amely emlékeztetőként szolgál közmondások, mesék, játékok, találós kérdések és állatok megjegyzésére, valamint a tudás átadására. A mai Angola keleti részén, Zambia északnyugati részén és a Kongói Demokratikus Köztársaság szomszédos területein használják.

### Modern Írásrendszerek

#### Kelet-Afrika
- A Luó írást a Dholuo nyelvjárás leírására fejlesztették ki Kenyában 2009-ben.

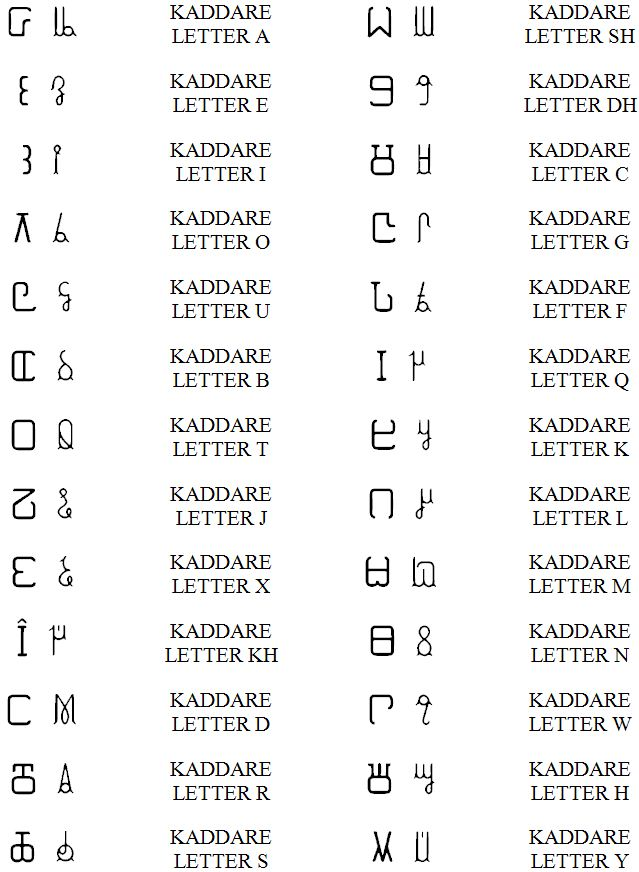
A Kaddare ábécé

- Szomália: a huszadik században több irásrendszert is kifejlesztettek a szomáli nyelv átírásra, ezek közé tartozik az Osmanya (1920/22, feltalálója Oszmán Juszuf Kenadid), a Gadabuursi (vagy Borama, 1933, feltalálója a Gadabuursi klánból származó  Abdurahman Sh. Nur sejk) és Kaddare ábécé (1952, feltalálója Husszein Ahmed Kaddare, szúfi sejk).[16] Az Osmanya a 10480-104AF Unicode tartományban érhető el [kódja: U+10480 - U+104AF (66688-66735)].
- Etiópiában az 1950-es évek végén Bakri Sapalo sejk (1895-1980) találta ki az oromó nyelv számára a sajátos oromó betűírást, de csak korlátozottan használják.[17]
- A dinka és más dél-szudáni nyelvek számára Aleu Majok talált ki egy nílusi írásnak elnevezett alfabetikus írást.[18]

#### Dél-Afrika
- Dél-Afrikában a mwangwego írást használják a malawi nyelvek leírásához.[19]
- Az IsiBheqe SoHlamvu (Bheqe szótagírás), más néven Ditema tsa Dinoko, egy jegyalapú szótagírás, amelyet a déli bantu nyelvek írásához használnak.[20][21]

#### Közép-Afrika
- A bamum írást nagyrészt Ibrahim Njoya szultán fejlesztette ki, az északnyugat- kameruni Bamum Királyságból. Ez egy félszótagírás a bamum nyelv számára. Ma már ritkán használják, de még mindig jelentős számú anyag létezik ebben az írásmódban.[22][23]
- Az Eghap írást a kameruni bagam nyelv leírására használták.[24]
- A Mandombe-írást Wabeladio Payi találta fel 1978-ban a Kongói Demokratikus Köztársaság mai Alsó-Kongó tartományában. A kimbangista egyház hirdeti, és kikongó, lingala, tshiluba, szuahéli és más nyelvek írásához használják.[25]
- Zagava vagy (Beria) írás, a dárfúrban és Csádban beszélt Zagava nyelv számára alkotta meg Siddick Adam Isza 2000-ben egy tanár, Adam Tádzsír korábbi javaslatából (az első változat írásjeleit a tevék és más jószágok klánjelzéseiből alkotta meg).[26][27]

#### Nyugat-Afrika
Nyugat-Afrikában és Közép-Afrikában az elmúlt két évszázadban sokféle írásrendszert hoztak létre. Néhányat még ma is használnak, míg másokat nagyrészt kiszorítottak a nem afrikai írások, például az arab és a latin írás. Az alábbiakban a nem latin és nem arab alapú írásrendszereket mutatjuk be, amelyeket Afrika különböző nyelveinek írására használtak:
- Az Adlam ábécét a fula nyelv írására fejlesztették ki[31] főként Guineában tanították, de mára a szomszédos országokban, például Szenegálban és Gambiában is elterjedt.
- Ba-írás: a fula nyelv írására, a nevét az alkotójáról, Adama Ba-ról kapta.[32]
- Bassa ábécé,[33] Libéria.
- Bété szótagírás: Elefántcsontpart.
- Dita, szintén a fula nyelv leírására.[32]
- Garay ábécé: a volof és a Mandinka nyelv számára, Szenegál és Gambia[34]
- Gbékoun írás: a fon és Benin más nyelvei esetében.
- Gola írás: Libéria[32] és Sierra Leone keleti része.
- Goulsse ábécé: a gur nyelvek számára.
- Többféle írásrendszer a hausza nyelvhez.
- Koré Sèbèli: 2009-ben Mohamed Bentoura Bangoura szociológus fejlesztette ki a guineai és Sierra Leone-i susu nyelv írására.
- Kpelle szótagírás: Libéria és Guinea.[35]
- Loma szótagírás:Libéria és Guinea.[36]
- Maszaba, az 1930-as évek elején a mali bambara nyelv számára kifejlesztett szótagírás, amelyet Woyo Couloubayi (1910-1982 körül) talált ki.
- Medefaidrin: az Ibibio nép számára készült írásrendszer az Obɛri Ɔkaimɛ Egyház által.
- Mende kikakui írás: szótagírás, Kisimi Kamara találta ki Sierra Leonéban a 20. század elején. Ma is használják.[37]
- Ńdébé írás: Lotanna Igwe-Odunze nigériai szoftvermérnök fejlesztette ki 2009-2020 között az igbó nyelv számára.
- N'Ko írás: 1949-ben találta ki Szolomana Kante Guineában, elsősorban a mande nyelvekhez. Nyugat-Afrikában egyre szélesebb körben használják, beleértve néhány próbálkozást más nyelvekhez való alkalmazására.[38]
- Nwagu Aneke írás: az 1950-es években készült szótagírás a délkelet-nigériai Igbo nyelv számára.
- Oduduva írás: Benin és Nigéria. Tolúlàṣẹ Ògúntósìn, joruba törzsfőnök találta fel 2016-2017-ben a joruba nyelv számára.
- Vai szótagírás: Mɔmɔlu Duwalu Bukɛlɛlɛ talált fel a vai nyelv számára a mai Libéria területén a 19. század elején. Ma is használják.[39]
- Joruba szent írás a joruba vallás szövegeire.[32][40]

#### Észak-Afrika

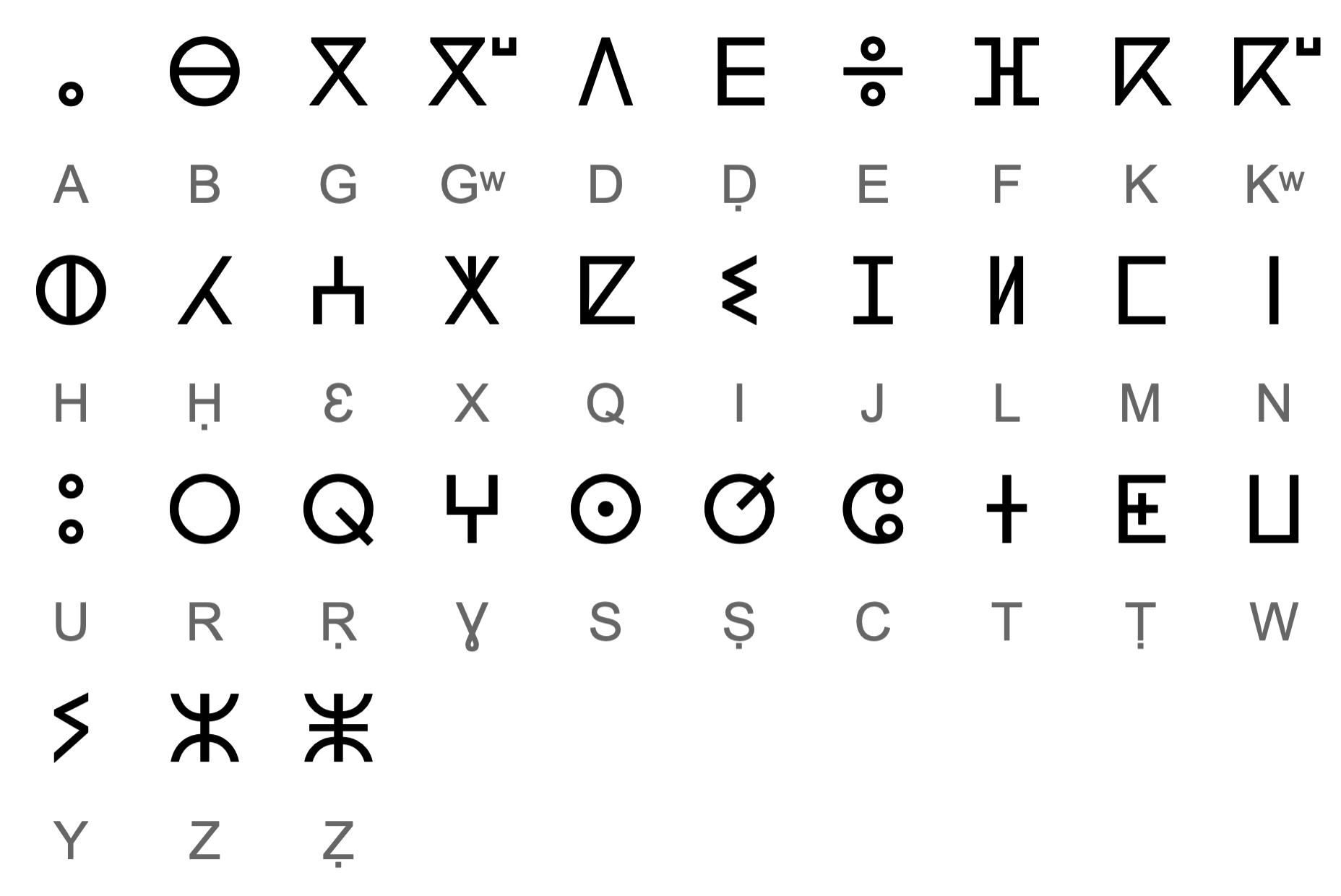
A tifnagh írás.

A tifinagh (tuareg berber változat: ⵜⴼⵏⵗ; neo-tifinagh változat: ⵜⵉⴼⵉⵏⴰⵖ; berber latin ábécé: Tifinaɣ; berber kiejtés: [tifinaɣ]) a berber nyelvek leírására használt írásrendszer. A tifinagh az ősi líbiai-berber írásból származik. A tifinagh hagyományos változatát - néha tuareg tifinagh néven is emlegetik - a Szahara sivatagban, Dél-Algériában, Mali északkeleti részén, Niger északi részén és Burkina Faso északi részén élő tuaregek még mindig használják a tuareg berber nyelv írására. A Neo-Tifinagh egy olyan változat, amelyet a Berber Akadémia fejlesztett ki a tuareg tifinagh-ból a kabil nyelvhez; azóta módosították az egész Észak-Afrikában való használatra.

## Átalakított idegen eredetű írásrendszerek
A legtöbb írásrendszer, beleértve a görögöt, a hébert és az arabot, a korábbi írásokon alapult. Az írás történetének eredete végső soron az egyiptomi hieroglifákon keresztül proto-Sínai vagy ókánaáni eredetű. Számos őshonos afrikai írásrendszer is valamilyen korábbi írásformára vezethető vissza.

#### Föníciai/Pun
A föníciaiak a mai Libanon területéről kereskedtek az észak-afrikaiakkal, és ott városokat alapítottak, amelyek közül a leghíresebb Karthágó volt. A föníciai ábécét tartják sok más írásrendszer, többek között: Az arab, a görög és a latin írás ősének. A föniciai nyelv karthágói változatát pun nyelvnek nevezik. A mai tifinagh írás egyes tudósok szerint a pun írásból származik, de ez még mindig vita tárgya.
Ezenkívül a proto-szinaita Wadi el-Hol feliratok az írás egy rendkívül korai formájának jelenlétére utalnak Közép-Egyiptomban (a mai Qena város közelében) az i. e. 2. évezred elején.

A föníciai írás.

#### Görög
Egyiptomban a görög ábécé betűiből fejlődött ki a kopt írás (7 betű pedig egyértelműen az ősi démotikus írásból származik), hogy a nyelvet (amely ma már csak a kopt egyház liturgikus nyelve) leírhassák. A 8. századtól a 15. századig a kopt ábécé egy változatát használták az ónúbiai nyelv, a núbiai nyelv egy ősi változatának írására.

A kopt ábécé.

#### Arab
Az arab írás az iszlám terjedésével és a kereskedelemmel került Afrikába. Az évszázadok során az arab nyelv mellett számos más nyelvhez is hozzáigazították. Az arab írást néhány esetben még ma is használják, más esetekben viszont már nem.
Gyakran szükség volt az írásrendszer módosítására, hogy olyan hangokat is leírhassanak, amelyeket az eredeti arab írás nem képes. Az írás módosított formáját adzsami-nak is nevezik, különösen a Száhel-övezetben használják, az egyes írásváltozatokat a nyelvek után nevezik el, így beszélhetünk volof, szorabe és vadaad írásról. Annak ellenére, hogy Etiópiában és Eritreában létezik egy széles körben ismert és jól bevált írásrendszer, van néhány eset, amikor az etiópiai és eritreai muszlimok vallási identitásuk megőrzése miatt inkább az arab írást használják.
Az arab írás Afrikai változatának nincsen szanványosított formája, a helyi használat az adott terület vagy nyelv hagyományos gyakorlatát követi. Az ISESCO erőfeszítéseket tett az adzsami szabványosítására. Egyes kritikusok szerint ez túlságosan a perzsa-arab írásformákra támaszkodott, és nem az afrikai használatra. A szabványosítási törekvések hatása korlátozott maradt.

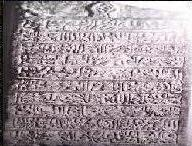
Régi szomáli-arab kőtábla: az arab írás vadaad írásként ismert változata.

#### Latin
Bár a latin írást a római kori Afrika egész területén használták, és fennmaradt néhány latin betűs felirat pun nyelven, az első módszeres kísérletek, amelyek az afrikai nyelvekhez való alkalmazására irányultak, valószínűleg az európai gyarmatosítás előestéjén a keresztény hittérítők tették. Ezek azonban elszigetelt esetek voltak, nyelvészeti képzettséggel nem rendelkező emberek végezték őket, és néha ugyanazon vagy hasonló nyelvek rögzítésére több különböző írásmód alakult.
A latin írás számos afrikai nyelvre való átdolgozása során az egyik kihívást az jelentette, hogy ezekben a nyelvekben az európaiak számára ismeretlen hangokat használtak, és így nem volt olyan gyakorlat amelyhez folyamodhattak volna. Az ilyen hangok ábrázolására különböző betűkombinációkat, módosításokat és mellékjeleket találtak ki. Néhány így kialakult írásmód, mint például a 19. század végére kialakult joruba írásrendszer, nagyrészt érintetlen maradt.
Sok esetben a gyarmati rezsimek kevéssé érdeklődtek az afrikai nyelvek iránt, más esetekben viszont igen. Az észak-nigériai hausza nyelv esetében például a gyarmati kormányzat közvetlenül részt vett a nyelv írásmódjának meghatározásában.
A gyarmati korszak óta történtek erőfeszítések arra, hogy szabványosított vagy legalábbis egységesített módszereket javasoljanak és terjesszenek elő az afrikai nyelvek latin betűs írásmódjának használatára. Ilyen például a Lepsius ábécé (19. század közepe) és az Afrikai Nyelvek és Kultúrák Nemzetközi Intézetének Afrika-ábécéje (1928, 1930).
A függetlenség elnyerése után az afrikai nyelvek átírására folyamatosan figyelmet fordítottak. Az 1960-as és 1970-es években az UNESCO több „szakértői találkozót” szervezett a témában, köztük egy korszakalkotó találkozót 1966-ban Bamakóban, majd egyet 1978-ban Niameyben. Ez utóbbi találkozó eredményeként született meg az Afrikai referencia ábécé. Különböző országos szintű szabványosítások is születtek vagy javasoltak, mint például a pán-nigériai ábécé. Az észak-Afrikai berber nyelvek számára készült berber latin ábécé kibővített latin betűket és két görög betűt tartalmaz.
Ezek a viták folytatódnak, különösen a határokon átnyúló nyelvekkel kapcsolatos helyi szintű viták.

#### Héber
Észak-Afrikában évezredek óta jelen van a zsidóság, és a közösségek számos különböző nyelvet beszélnek. Bár ezek közül néhányat arab írással írnak (mint a tunéziai zsidó-arab) vagy ge'ez (mint a kájla és a kvara), sokan - köztük a haketia és a zsidó-arab nyelvjárások számos formája - rendszeresen vagy kizárólag a héber írást használják.

#### Braille-írás
A Braille-írást, a látássérültek által széles körben használt tapintható írást számos afrikai nyelvhez átdolgozták, így jött létre a nigériai, dél-afrikai és zambiai braille-írás.

## Iroda/számítástechnika, betűtípusok.

#### Írógépek
Nem sok információ áll rendelkezésre az írógépek afrikai nyelvi igényekhez való igazításáról (az arab és a módosított latin betűket nem használó afrikai nyelvek kivételével). Úgy tűnik, hogy voltak olyan írógépek, amelyeket nigériai nyelvek leírására alkalmas billentyűkkel láttak el. Legalább egy IBM Selectric írógépet (tipball) fejlesztettek ki néhány afrikai nyelv (köztük a fula) számára.
1930 körül az etiópiai Ayana Birru módosította az angol írógépet, hogy alkalmas legyen az amhara nyelv leírására. Az Etiópiában és Eritreában használt Geez-íráshoz való írógépeket az Olivetti az 1950-es évektől kezdve tömegesen gyártotta.
A Michael Mann és David Dalby által az afrikai referencia-ábécé egységesítésére tett 1982-es javaslat tartalmazott egy írógépes használatra alkalmas javaslatot.

#### Korai számítástechnika és betűtípusok
A korai asztali számítógépek lehetővé tették a meglévő 8 bites latin betűtípusok módosítását a különleges karakterigények kielégítésére. Ez mindenféle rendszer vagy szabványosítás nélkül történt, ami a kódolások összeegyeztethetetlenségét jelentette.
Hasonlóképpen különböző (sikeres, de nem szabványosított) erőfeszítések történtek az etióp-eritreai /Ge'ez írás számítógépes használatának lehetővé tételére. A Fidel legkorábbi számítógépes kimenetét egy kilenc tűs pontmátrixnyomtatóra fejlesztették ki 1983-ban, egy olyan csapat által, amelyben az Etiópiai Bibliatársulat, egyházak és missziók munkatársai is részt vettek. Az első ezzel a rendszerrel kiadott tétel egy keresztény énekeskönyv volt, እንዘምር.

#### Jelenlegi szabványok
Soha nem létezett ISO 8859 szabvány az afrikai nyelvekre. Egyetlen szabványt - a bibliográfiai célokra szolgáló ISO 6438-at - fogadtak el, de úgy tűnik, keveset használták (ezt nagyjából egy időben fogadták el az afrikai referencia-ábécével, a kettő között mégis voltak különbségek, ami talán azt jelzi, hogy az afrikai nyelvek átírásának egységesítésére irányuló erőfeszítések és az ISO szabványosítási folyamata között nem volt összehangolt munka).
Az Unicode elvileg megoldja a nem kompatibilis kódolás gondját, de más kérdések, mint például a különböző nyelvjárásokra használt kiterjesztett latin ábécé, még mindig nem teljes. Ezek viszont csak az afrikai nyelvek helyesírásával kapcsolatos alapvető döntésekhez kapcsolódnak.
Az elmúlt években az Osmanya, Tifinagh, Bamum, Adlam, Bassa Vah, Medefaidrin és N'Ko, valamint más Afrikában használt írásrendszerek, mint a latin vagy az arab írás egyes változatai bekerültek Unicode-ba. Az afrikai írásrendszerek, köztük a nem túlságosan elterjedt különböző írésformák és az olyan jelentős történelmi írásrendszerek, mint az egyiptomi hieroglifák kódolására irányuló erőfeszítéseket a Script Encoding Initiative felügyeli.

## Fordítás
Ez a szócikk részben vagy egészben  a   Writing systems of Africa című angol Wikipédia-szócikk ezen változatának fordításán alapul.  Az eredeti cikk szerkesztőit annak laptörténete sorolja fel. Ez a jelzés csupán a megfogalmazás eredetét és a szerzői jogokat jelzi, nem szolgál a cikkben szereplő információk forrásmegjelöléseként.